# エレクトロ・スウィング
エレクトロ・スウィング（英語: Electro swing）またはスウィング・ハウス（英語: Swing house）は、音楽ジャンルの一種。ヴィンテージ・ミュージックの影響を受けたクラブジャズやEDM、または、ハウス・ミュージックやヒップホップをミックスした現代のスウィングやジャズのことを指す。

## 概要
エレクトロ・スウィングのバンド構成は、主に歌手や、伝統的なジャズにおける演奏楽器であるトランペットやトロンボーン、クラリネット、サクソフォーンなどがあるほか、特色としてDJが設けられる。 
日本では2019年6月に一般社団法人日本エレクトロスウィング協会 (Electro Swing Japan)が設立され、公的に国内のエレクトロ・スウィング・カルチャーの振興をサポートしている。 

## 主なアーティスト
- キャラバン・パレス
- ジェイミー・ベリー (Jamie Berry)
- スウィングロワーズ (SWINGROWERS)
  - Roberto Costa a.k.a PiSk
- パロヴ・ステラー
- テープ・ファイヴ（英語版）
- ヴォルフガング・ロア (Wolfgang Lohr)
- カロ・エメラルド（英語版）
- アリス・フランシス（ドイツ語版）
- Bart & Baker
- クリシェ（ドイツ語版）
- 永森萌子(Moeko Nagamori / 旧 Moeko Okabe)
- リリィミズサキ
- FAKE TYPE.
- 前線 (zensen)
- DYES IWASAKI
- Yummy Rusk & Canelé[2]
- Hellzapoppin'[3]

## チャート
- 『<|°_°|>』（Robot Faceと呼ばれる） - フランスのバンドであるキャラバン・パレスのアルバムが、アメリカのビルボード・ダンス・電子アルバム部門で3位にチャートした[4]。
- 「パッパラ☆アメリカ〜ノ」 (We No Speak Americano) - オーストラリアのデュオであるヨランダ・ビー・クールと、音楽プロデューサーのDカップによる楽曲。オーストラリアやヨーロッパで大ブームを起こし、Billboard Hot 100でトップ40入りするヒットとなった[5]。
- 『ウタカタララバイ』 - 日本の歌手であるAdoにデュオ音楽ユニットのFAKE TYPE.がONE PIECE FILM REDの主題歌として楽曲提供した、ウタカタララバイ(ウタ from ONE PIECE FILM RED)が収録されているアルバム、『ウタの歌 ONE PIECE FILM RED』がオリコンチャート・デジタル部門で2022年度年間一位、プラチナ獲得(日本レコード協会)などの記録を獲得した。